# Zilverhalogenide

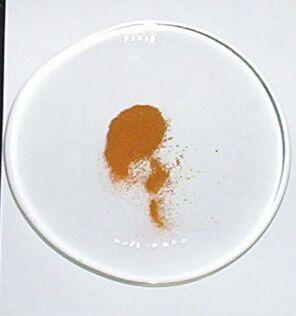
Zilver(I)fluoride

Zilverhalogeniden zijn verbindingen tussen zilver en een halogenide, dus fluoride, chloride, bromide of jodide. Het zijn slecht in water oplosbare stoffen die lichtgevoelige eigenschappen bezitten. Vooral zilverchloride en zilverbromide worden daarom in filmmateriaal gebruikt. Ze moeten in het donker worden bewaard omdat ze onder invloed van daglicht ontleden.
Deze verbindingen, ook wel halogeenzilverzouten genoemd, zijn lichtgevoelig. Zilverchloride bezit de kleinste, zilverjodide de grootste lichtgevoeligheid.
Zilverhalogeniden worden veelvuldig in de fotografie toegepast. Door de inwerking van licht wordt het halogeenzilver tot zilver gereduceerd. Dit is een zogenaamde redox-reactie. In het geval van zilverbromide staat een broomion zijn extra elektron af en wordt een broomatomen (oxidatie). Zilverionen nemen elektronen op en worden zilveratomen (reductie).
In de praktijk wordt bij belichting slechts een minuscuul gedeelte omgezet in zilver. Pas bij ontwikkelen wordt zoveel zilver gereduceerd dat dit met het blote oog als zwarting zichtbaar wordt. Dit ontwikkelen geschiedt met reducerende oplossingen, zoals een alkalische oplossing van metol en hydrochinon.
Na ontwikkelen moeten de overgebleven zilverhalogeniden door middel van fixeren verwijderd worden. Als dit niet zou gebeuren zou dit zilverhalogenide in de loop van de tijd ook uiteenvallen tot zilver, en zou de hele foto zwart worden. Dit fixeren geschiedt door de film of de afdruk in een oplossing van natriumthiosulfaat te leggen, waarin het moeilijk oplosbare zilverbromide oplost.

## Gebruik voor Archivering
Zilverhalogeniden kunnen worden gebruikt om fijne details van metallisch zilver op oppervlakken, zoals film, aan te brengen. Vanwege de chemische stabiliteit van metallisch zilver kan dit worden gebruikt voor archiveringsdoeleinden. Zo maakt het Arctic World Archive gebruik van film ontwikkeld met zilverhalogeniden om gegevens van historisch en cultureel belang op te slaan, zoals een momentopname van de Open Source-code in alle actieve Github repositories vanaf 2020.

## Lijst van zilverhalogeniden
- Zilverfluoride
- Zilverchloride
- Zilverbromide
- Zilverjodide